# Долин, Григорий Иванович
Григорий Иванович Долин (1918 — 2011) — советский военный разведчик, заместитель начальника ГРУ по политической части, генерал-лейтенант.

## Биография
Из русской крестьянской семьи. В 1933 окончил школу-семилетку, в 1936 закончил педагогический техникум, работал учителем в неполной средней школе в селе Курно-Липовка, с 1937 на хуторе Чеботовка. 
В РККА с 1939, службу начал в 149-м отдельном батальоне связи стрелковой дивизии Орловского военного округа. Член ВКП(б) с 1940. В конце 1939 направлен на учёбу в Брянское военно-политическое училище, после его окончания в январе 1941 служил литературным сотрудником в редакции корпусной газеты политического отдела 24-го Латышского стрелкового корпуса 27-й армии Прибалтийского особого военного округа, с февраля 1941 в редакции газеты «Красный воин» политического отдела этой армии. С октября 1942 и до конца войны заместитель начальника, затем начальник отдела редакции газеты «Вперёд, на врага!» политического управления Калининского фронта. Обеспечивал газету боевым и оперативным материалом, находясь почти всё время в действующих частях фронта.
В военной разведке с 1946, учился в Военно-дипломатической академии, после окончания которой в августе 1947 работал в КИ при СМ СССР. В конце года выехал в длительную заграничную командировку, работал в резидентуре Комитета информации в Тегеране под прикрытием должности помощника военного атташе при посольстве СССР в Иране. В ноябре 1950 вернулся на Советский Союз, стал исполняющим обязанности научного сотрудника информационного управления, затем старший офицер 4-го управления ГРУ. С февраля 1953 вновь в резидентуре ГРУ в Тегеране, под прикрытием должности старшего помощника военного атташе, с июня 1955 военный, военно-морской и военно-воздушный атташе при советском посольстве там же. С апреля 1958 по 1960 руководящий сотрудник 4-го управления, затем до 1964 заместитель начальника этого управления. Эксперт на судебном процессе по делу Пеньковского и Винна в 1963. Секретарь партийного комитета с января 1964 по май 1967. Начальник политического отдела и заместитель начальника ГРУ с мая 1967 по 1986. 
Похоронен в Москве на Кунцевском кладбище.

### Звания
- красноармеец (1939);
- младший политрук (1941);
- майор (1942);
- подполковник (1947);
- генерал-лейтенант (24 февраля 1972).

### Награды
- орден Красного Знамени;
- два ордена Красной Звезды (1943);
- орден «За службу Родине в Вооружённых Силах СССР» III степени;
- медаль «За боевые заслуги» (1942);
- другие ордена и медали.